# Rudolf Quoika
Rudolf Quoika (Saaz, Bohemen, 6 mei 1897 - Freising 7 april (of 8 april) 1972 ) was een Duits componist, organist en organoloog.
Quoika studeerde in Praag aan de Duitse Universiteit bij Heinrich Rietsch en Bruno Nettl. Hij was van 1929 tot 1940 organist in Saaz, van 1932 tot 1938 redacteur van de Chorbote, een muziektijdschrift. De rest van zijn leven bracht hij voornamelijk door in Freising.
Quoika componeerde koorwerken, waaronder de mis Wir werfen uns darnieder (1937), een Lukas-Passion, motetten, een sonate en symfonie voor orgel en orkest, en kamermuziek.
Hij publiceerde tal van monografieën over orgels en aanverwante historische onderwerpen, met name met betrekking tot Bohemen. Voorts schreef hij over het Boheemse muziekleven en over de Praagse Domkapel. Ook schreef hij Das Positiv in Geschichte und Gegenwart (20th century, Duitsland).
- Bibsys: 90185208
- Bibliothèque nationale de France: cb14839598t (data)
- CiNii: DA02899140
- Gemeinsame Normdatei: 118743260
- International Standard Name Identifier: 0000 0000 8147 4996
- Library of Congress Control Number: n82017302
- Bibliotheek van het Japanse parlement: 01154507
- Nationale Bibliotheek van Tsjechië: xx0191948
- Nationale Bibliotheek van Israël: 987007594512305171
- Nederlandse Thesaurus van Auteursnamen: 072418680
- Système universitaire de documentation: 178917540
- Trove: 1561588
- Virtual International Authority File: 67260934
- WorldCat: E39PBJkMKhQDJt9WP7Fm7YqbBP